# Teoria zetética do direito
A Teoria zetética do Direito pode ser entendida pela oposição à Teoria dogmática do Direito, onde determinados conceitos e fatos são simplesmente aceitos como dogmas. Em oposição, a zetética coloca o questionamento como posição fundamental, o que significa que qualquer paradigma pode ser investigado e indagado. Qualquer premissa tida como certa pela dogmática pode ser reavaliada, alterada e até desconstituída pelo ponto de vista zetético.
A palavra "zetética" possui sua origem no grego zetein que significa perquirir, enquanto "dogmática" origina também do grego dokein, ou seja, doutrinar.

## Definição
No Brasil, a teoria zetética foi postulada por Tércio Sampaio Ferraz Júnior, com base na obra do jusfilósofo alemão Theodor Viehweg.
O autor alemão sustentava uma distinção entre processos científicos que tivessem como seu foco as perguntas e as respostas e a existência de uma tendência corrente da análise pela perspectiva das respostas. Por outro lado, o foco à pergunta possui um potencial imenso para a teoria jurídica, segundo o autor, o ponto de vista conserva "sempre seu caráter hipotético, problemático, tentador e questionável. Servem primordialmente para delimitar o horizonte de questões de um âmbito especializado nesse sentido [...]".
Outra distinção entre as teorias dogmática e zetética pode ser encontrada em sua função desempenhada, enquanto a visão dogmática busca a formação de opiniões, a zetética procura se relacionar com a investigação e com a dissolução, através do questionamento, das opiniões já formadas.
Do ponto de vista finalista, a dogmática soluciona o embate entre opiniões diferentes através da imposição do que é consolidado, enquanto a zetética resolveria o conflito através da investigação construtiva da verdade em relação ao tópico em questão, através do método científico: as hipóteses defendidas são testadas empiricamente e, ao final da análise, aquela que se mostrar mais condizente com a realidade, será a correta.
É também característica da teoria zetética a extrapolação das fontes usualmente reconhecidas do direito, as formais (leis, jurisprudência, súmulas), utilizando fontes secundárias como Sociologia, História, Geopolítica, etc,. Desta forma, muitos consideram esta visão como mais ampla e completa do que as teorias tradicionais, entendendo como origem das normas e como perpétua fonte de seu conteúdo a sociedade que as mesmas visam regular. Coloca, a zetética, o Direito em uma posição covalente com o objeto de sua regulação, um interferindo virtuosamente sobre o outro, sem colocar o primeiro em uma posição dogmática, por legitimidade ou qualquer outro motivo, acima do segundo.